# Завичајни музеј „Главашева кућа” у Новом Бечеју
Завичајни музеј „Главашева кућа” у Новом Бечеју је основан 16. фебруара 2009. године и смештен је у родној кући др Владимира Главаша (1834-1909), у улици Јосифа Маринковића 69, у насељу Врањево. Зграда у којој се музеј налази под заштитом је Републике Србије као споменик културе од великог значаја.

## Владимир Главаш
Др Владимир Главаш је завршио студије права у Прагу 1862. године, после чега се кратко бавио адвокатуром. Остао је запамћен као особењак који није примао посете, није се женио, нити имао потомака. Био је велики народни добротвор који је кућу и већи део имовине поклонио цркви, за потребе црквене општине. Био је почасни члан Матице српске.

## Зграда музеја
Зграда музеја, која представља споменик културе, је подигнута у првој половини 19. века за богату грађанску породицу Главаш у стилу бидермајера. После реконструкције која је започета 2006. године и адаптације простора, у кућу је усељена поставка новонасталог Завичајног музеја који је почео са радом на стогодишњицу смрти донатора Владимира Главаша.

## Музејски експонати
У првој већој просторији-соби је изложено много старих фотографија са краја 19. и почетка 20. века, на којима се види сам Владимир Главаш, као и многи виђенији грађани, свештена лица али и обичан свет тадашњег Врањева. Готово сав намештај је аутентичан као и стара пећ, старински шпорет, шалтер за потраживање хране из кухиње, масивни зидни плакар, старинско огледало, клавир и остале ситнице потребне за живот. У витринама су сачувани сервиси од енглеског и јапанског порцелана. У подруму куће је реновиран вински подрум.

## Спомен соба Јосифа Маринковића
Иако се родна кућа композитора Јосифа Маринковића налази прекопута музеја, није претворена у музеј, већ је једна просторија у Главашевој кући посвећена познатом композитору. У њој се налази богати намештај, хармонијум из 19. века, а на зидовима урамљене ноте које је Маринковић својом руком исписао, албум са фотографијама породице Маринковић.

## Спомен радионице
Спомен радионице се налазе у мањој дворишној згради која је некада била намењена за становање Главашевог парадног кочијаша. Једна просторија је уређена као бачварска радионица, поклон породице Ружичка, у другој берберска радионица са потребним инвентаром из 1930. године, дар Јагера Иштвана. У истој дворишној згради је и Завичајни клуб Новобечејаца и Врањевчана, у којима се чува поставка која сведочи о 130 година постојања Ватрогасног друштва.